# 1968年メキシコシティーオリンピックのポーランド選手団
1968年メキシコシティーオリンピックのポーランド選手団（1968ねんメキシコシティーオリンピックのポーランドせんしゅだん）は、1968年10月12日から10月27日にかけてメキシコの首都メキシコシティーで開催された1968年メキシコシティーオリンピックのポーランド選手団、およびその競技結果。

## 概要
今大会は金メダル5個、銀メダル2個、銅メダル11個の合計18個のメダルを獲得した。

## メダル
| メダル | 選手名                     | 競技   | 種目                      |
| ------ | -------------------------- | ------ | ------------------------- |
| 金     | イレーナ・シェビンスカ     | 陸上   | 女子200m                  |
| 銅     | イレーナ・シェビンスカ     | 陸上   | 女子100m                  |
| 銅     | ヤヌシュ・キエジュコヴスキ | 自転車 | 男子1000mタイムトライアル |